# NGC 5956
NGC 5956 este o liner situată în constelația Șarpele. A fost descoperită în 29 aprilie 1865 de către Heinrich Louis d'Arrest. Se află la o distanță de 26,94 de megaparseci de Pământ.